# 杰克·基尔帕特里克
杰克·基尔帕特里克（英語：Jack Kilpatrick，1917年7月7日—1989年12月18日），英国男子冰球运动员，场上位置是前锋。他曾代表英国国家队参加1936年冬季奥林匹克运动会冰球比赛，获得一枚金牌。